# Remscheid

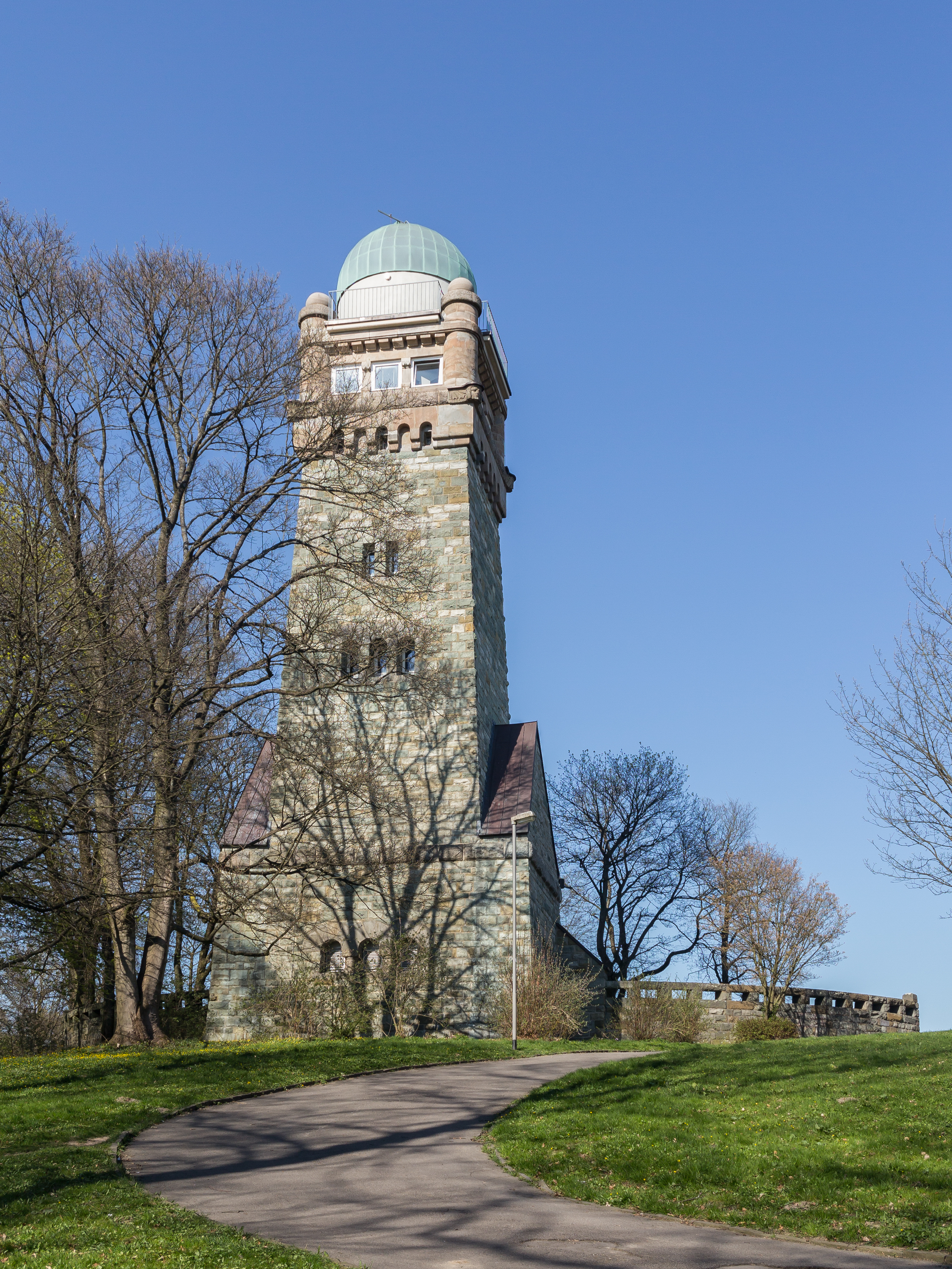
La torre Bismarck

Remscheid (pronunciación en alemán: /ˈʁɛmʃaɪ̯t/ⓘ) es una ciudad de Alemania, integrada en el sector administrativo de Düsseldorf, en Renania del Norte-Westfalia, y situada en las inmediaciones de Wuppertal y Solingen. Ocupa un área de 74,6 km² y cuenta con 117.717 habitantes (diciembre de 2003). 

## Hermanamientos
- Esmalcalda, Alemania (2015)
- Granada, España (2025)[2]
- Kırşehir, Turquía (2015)
- Mrągowo, Polonia (2015)
- Pirna, Alemania
- Prešov, Eslovaquia (1989)
- Quimper, Francia (1971)
- Wansbeck, Reino Unido (1978–2009)